# Каягоґа (річка)
Каягоґа (англ. Cuyahoga River) — річка у США, що протікає на північному сході штату Огайо. Бере початок від злиття двох річок, протікає спочатку у південно-західному напрямку до міста Акрон, де її річище робить крутит закрут, звідти тече у північному напрямку і впадає у озеро Ері в районі міста Клівленда. Довжина річки 130 км.
В минулому через велику кількість промислових підприємств, споруджених на берегах річки у нижній течії, вона вважалася однією з найзабрудненіших у Сполучених Штатах. Нафтові та масляні плями й різноманітний бруд, що покривали поверхню річки, щонайменше 13 разів призводили до займання річки й рунівних пожеж в період з 1860-х до 1960-х років. У 1970-х роках вживання заходів проти забруднення значно покращили стан річки.

## Назва
Назва річки має ірокезьке походження, хоча точний переклад її не визначено: мовою племені могавків слово Cayagaga означає «скривлена річка» або «скривлена вода», хоча мовою сенеків вона називається Cuyohaga, що перекладається як «місце щелепної кістки».

## Географія
Річка Каягоґа бере початок за 24 км на південь від озера Ері і за 56 км на схід від Клівленда. Вона тече на південний захід, біля міста Каягоґа-Фолс утворює водоспади й пороги (їх ліквідовано після спорудження низки гребель). Біля міста Акрона річка утворює велику глибоку долину й різко обертається на північ. Досягнувши рівнини приблизно за 10 км від гирла, вона протікає по звивистому річищу, а потім впадає в озеро Ері у Клівленді, де гирло річки є частиною Клівлендської гавані. Деякі повороти річки на відстані 8 км від гирла були розширені для проходу озерних вантажних суден. Загальна довжина річки становить біля 130 км. Річка має кілька приток, серед яких, зокрема, Мала Каягоґіла, що впадає біля Акрона. Судноплавна на кілька кілометрів від гирла.

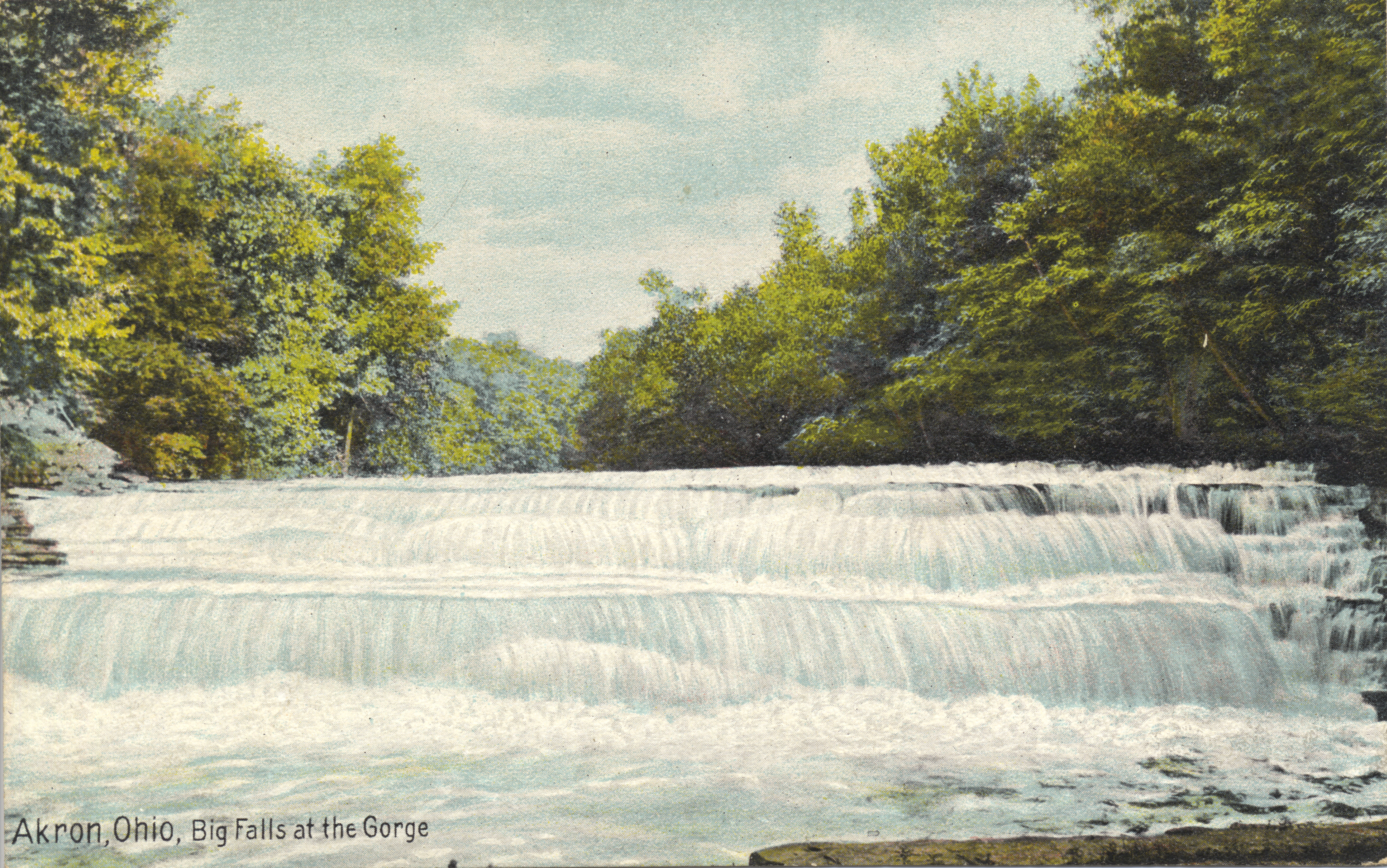
Водоспад Біг-Фолс біля міста Акрона. Листівка між 1905—1915 роками. Пізніше водоспади й пороги було скрито під штучними водоймами.

У 2000 році в долині річки між містами Акроном і Клівлендом було утворено національний парк «Каягоґа-Веллі» площею 132 км². Він охоплює райони лісів, водно-болотяних угідь, каналів, тут розаташований 18-метровий водоспад, утвоений притокою Брендівайн. Територія парку з 1974 року була національною зоною відпочинку. На території парку водяться олень білохвостий, ракун, лисиця, бобер, опоссум, кайманова черепаха, а також велике різномаїття птахів. Серед дерев розповсюджені бук, клен, дуб, кизил і білий ясен. Парк має понад 200 км пішохідних стежок, у тому числі вздовж колишнього каналу Огайо — Ері.

## Історія

Металургійний завод корпорації U.S. Steel на березі річки Каягоґа. Клівленд.

В березні 1743 року в штаті Огайо десь поблизу річки Каягоґа, під час міграції його племені до мисливських угідь, народився видатний політичний і військовий лідер могавків Джозеф Брант.
З відкриттям ділянки Клівленд-Акрон на каналі Огайо — Ері в 1827 році (закритий 1913 року), район річки Каягоґи став центром комерційного транспорту. Згодом район став високоіндустріальним, сталеплавильним центром, і до середини 20-го століття нижня течія річки Каягоґа стала однією з найбільш забруднених серед річок Сполучених Штатів. Загальнонаціональна увага була прикута до стану Каягоґи, коли 22 червня 1969 року на поверхні річки загорілася нафтова пляма. Пожежа пошкодила два залізничні мости, перш ніж її було ліквідовано. До кінця 1970-х років заходи проти забруднення значно покращили стан річки.

## Дамби
Стік річки зарегульований кількома дамбами. Деякі дамби наразі (2019) вже демонтовано, деякі, після сторічної експлуатації, пропонується демонтувати. У 1992 році на річці було 9 дамб — дамби у містах Кент, Мунро-Фоллс, дамби Ле-Февер, Шератон, ФерстЕнерджі, Пенінсьюльська дамба, Водопідйомна дамба каналу Огайо — Ері (Брексвілльська дамба), дамба озера Роквелл і дамба водосховища Іст-Бренч. у 2012 році їх було вже 6.

### Водопідйомна дамба каналу Огайо— Ері
Координати — 41°19′15.8″ пн. ш. 81°35′15.6″ зх. д. / 41.321056° пн. ш. 81.587667° зх. д.

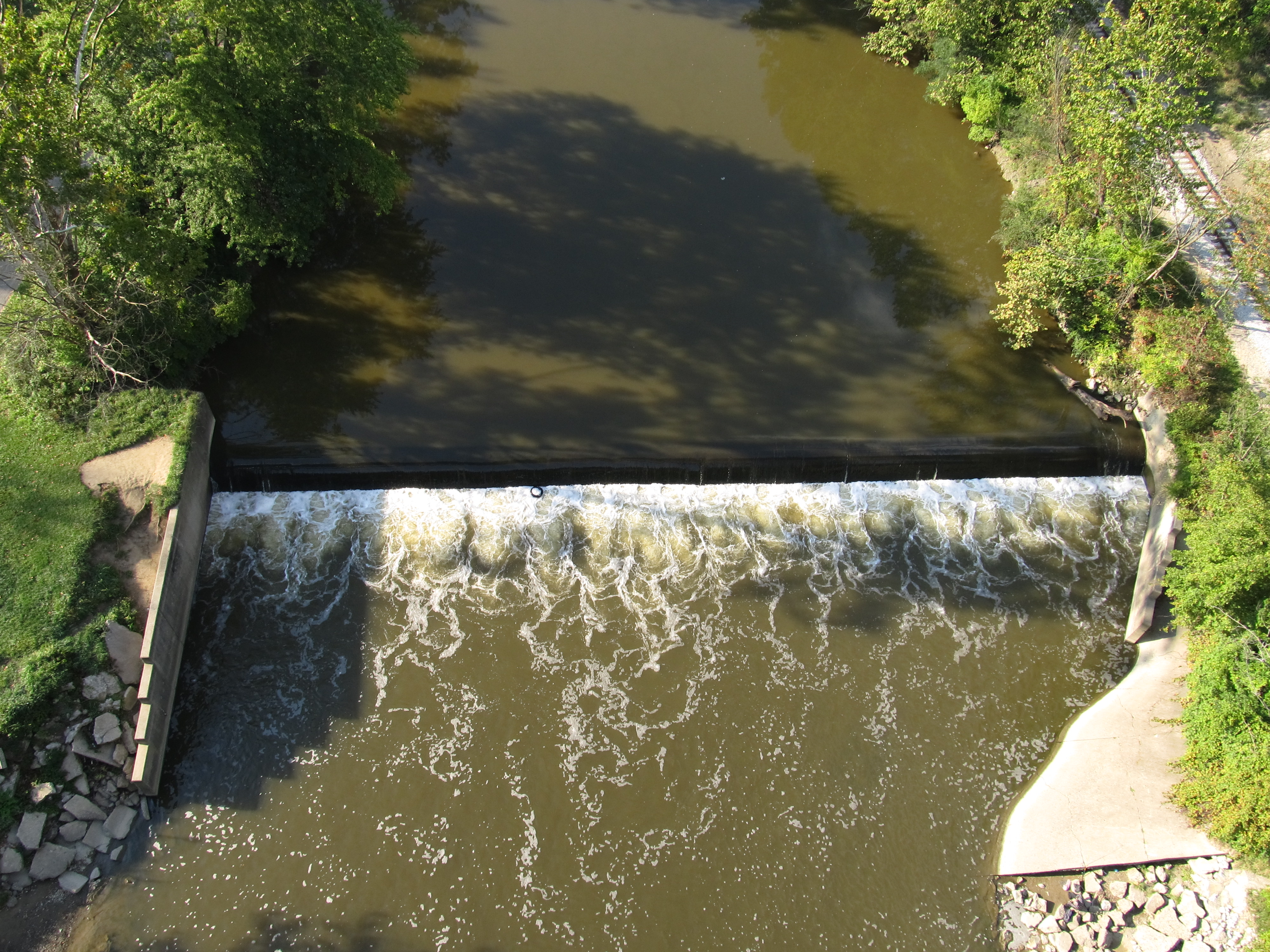
Водопідйомна дамба каналу Огайо — Ері у 2012 році.

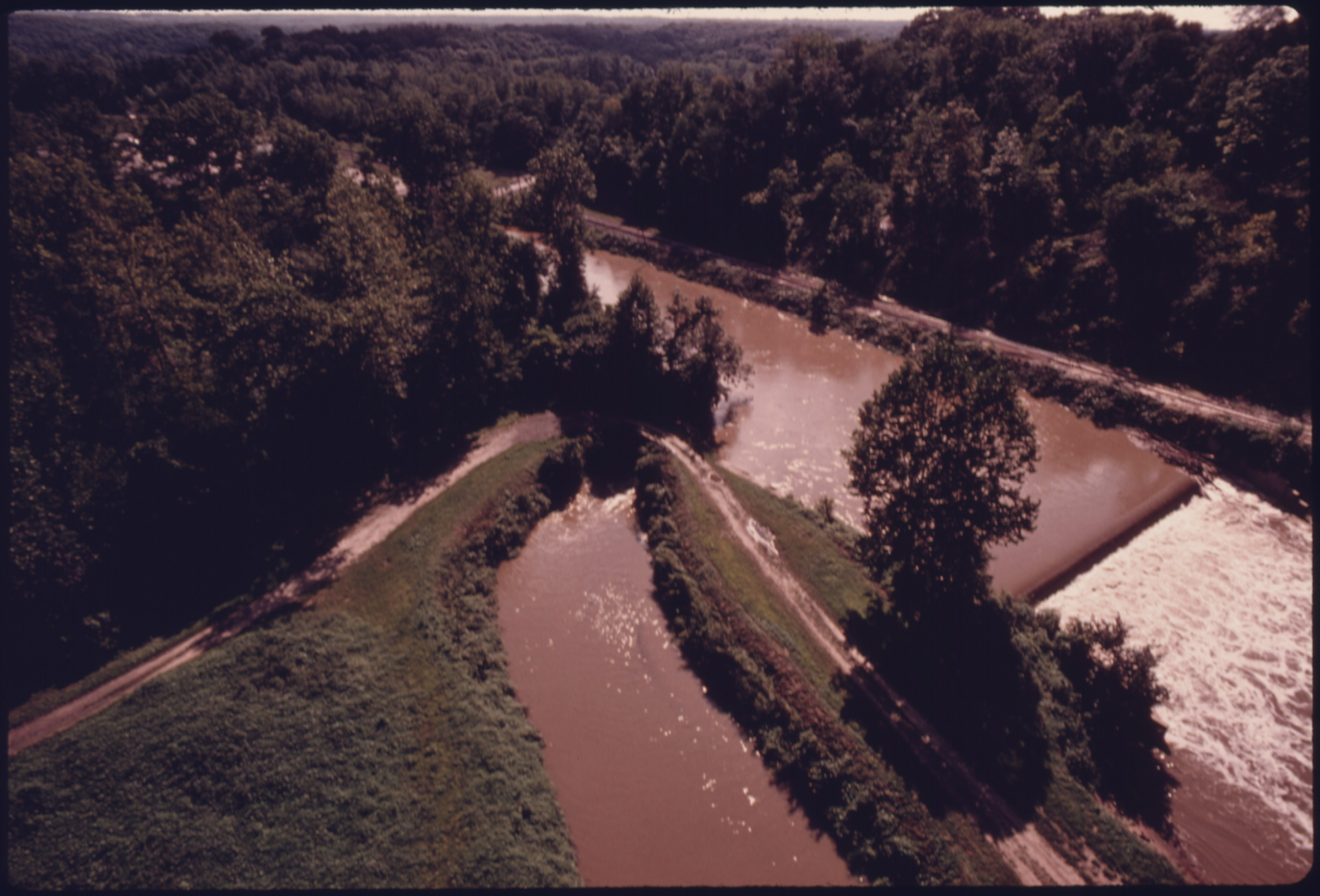
Водопідйомна дамба каналу Огайо — Ері, на фото — праворуч. Фото 1975 року. Фото зроблено з північного сходу в південно-західному напрямку.

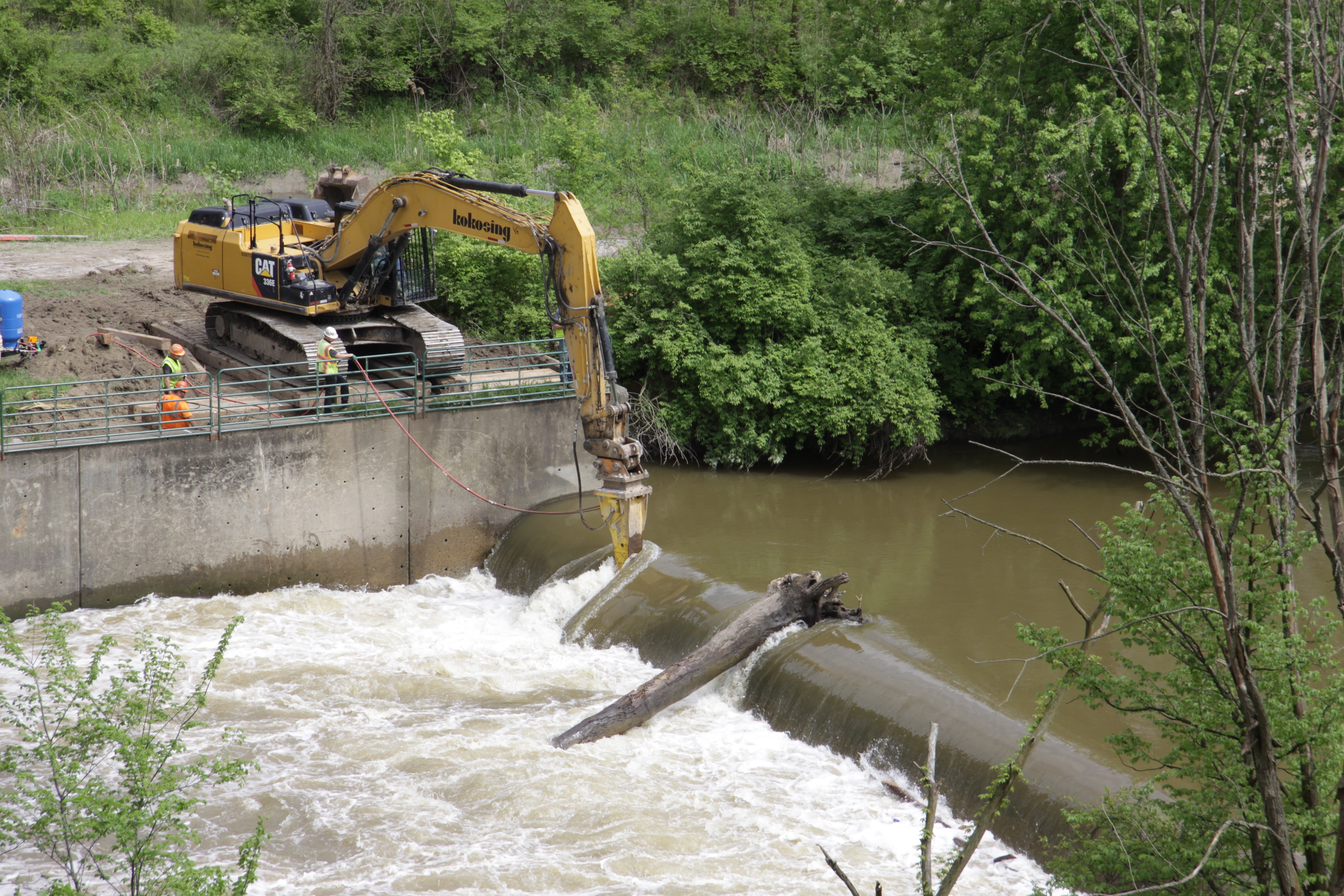
Демонтаж дамби. Травень 2020 року.

Водопідйомна дамба каналу Огайо — Ері, що відома також як Брексвільська дамба (англ. Brecksville Dam — від назви міста Брексвілл), розташована приблизно за 5 км від міста Клівленда. Це перша дамба на річці, якщо рахувати від її гирла. Кашичну (зрубову) дерев'яну дамбу було споруджено в 1827 році у зв'язку з будівництвом каналу Огайо — Ері, що спочатку з'єднав місто Акрон з річкою Каягоґа в межах міста Клівленда, а кількома роками пізніше — ще й з річкою Огайо (використовувався як канал до 1861 року, потім — для промислового водопостачання). Після великої повені 1913 року, під час якої було пошкоджено канал Огайо — Ері, дамба втратила своє значення. 1952 року відразу ж за старою дамбою було збудовано нову, залізобетонну, дамбу для використання води каналу з промисловою метою. Ще з 1949 року металургійна компанія «Амерікен Стіл енд Ваіер» (англ. American Steel and Wire) купувала воду з каналу для потреб свого підприємства, розташованого на 10 км вниз за течією річки, де вода річки Каягоґа була занадто забрудненою для використання. Дамба була перебудована для збільшення кількості води в каналі для забезпечення потреб у воді на заводі. У середині 1990 року «Амерікен Стіл енд Ваіер» знайшла альтернативні джерела води та припинила оренду каналу.
Майже над дамбою, трохи північніше, у 1931 році через Каягоґу прокладено автодорожній висотний міст між Брексвіллом і Нортфілдом.
Дамба впливає на популяцію риби в річці, будучи припоною для її проходження. Управління з охорони довкілля США виступає за демонтаж дамби. Демонтаж було заплановано на 2018 або 2019 рік. Демонтаж дамби було розпочато у травні 2020 року і завершено влітку цього ж року.

### Пенінсьюльська дамба
Координати — 41°14′33.5″ пн. ш. 81°32′58.6″ зх. д. / 41.242639° пн. ш. 81.549611° зх. д.

Залишки Пенинсьюльської дамби.

Пенінсьюльська дамба розташована на завороті річки Каягоґа біля села Пенінсьюла в окрузі Самміт. Вона була зведена у 1832 році для забезпечення водою водяного млина, щойно збудованого в цьому місці на лівому березі річки. У 1902 році було побудовано новий млин, який працював до 1931 року.
Дамба зруйнована часом, однак частково збереглася.

### Дамба ФерстЕнерджі
Координати — 41°07′21.7″ пн. ш. 81°29′52.5″ зх. д. / 41.122694° пн. ш. 81.497917° зх. д.

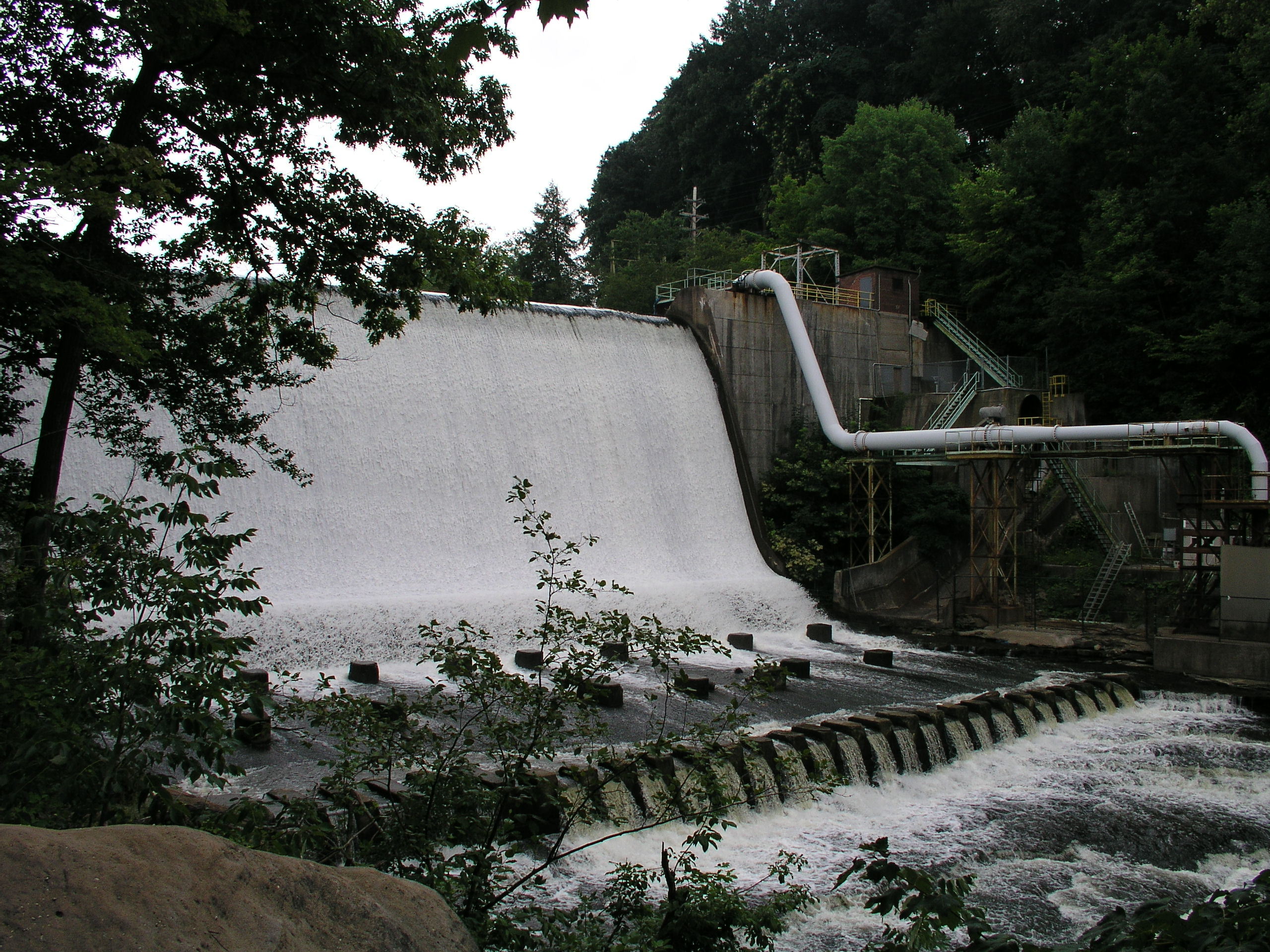
Дамба ФерстЕнерджі. Фото 2005 року.

Дамба ФерстЕнерджі (англ. FirstEnergy Dam), також відома як Ґордж-Дам (англ. Gorge Metropolitan Park Dam), розташована на кордоні міст Каягоґа-Фолс і Акрон. Спорудження цієї дамби підняло рівень води, що приховала пороги, через які отримало свою назву тутешнє місто Каягоґа-Фолс (від англ. falls — пороги).
Вона була побудована компанією «Норт Огайо Трекшн енд Лайт» (англ. North Ohio Traction and Light Co. — Північно-Огайська компанія міського транспорту й світла) у 1912 році для виконання подвійних функцій — виробництва гідроелектроенергії для локальної трамвайної системи та зберігання охолоджувальної води для вугільної електростанції. Однак експлуатація гідроелектростанції була припинена в 1958 році, а теплова електростанція була виведена з експлуатації в 1991 році. Зараз (2019) розглядається варіант щодо демонтажу дамби до 2023 року.

### Дамба Шератон
Координати — 41°07′58.5″ пн. ш. 81°28′55.4″ зх. д. / 41.132917° пн. ш. 81.482056° зх. д.
Дамба Шератон (англ. Sheraton Dam), також відома як Мілл-Дам (англ. Mill Dam), була споруджена в місті Каягоґа-Фолс у 1825—1826 роках. Повінь 1913 року частково зруйнувала дамбу й після того поверх старої дамби було побудовано нову. У 2012 році було прийнято рішення щодо демонтажу цієї дамби та сусідньої дамби Ле-Февер. Влітку 2013 року обидві дамби було демотновано.

### Дамба Ле-Февер
Координати — 41°07′59.0″ пн. ш. 81°28′56.0″ зх. д. / 41.133056° пн. ш. 81.482222° зх. д.
Дамба Ле-Февер (англ. LeFever Dam) була споруджена в місті Каягоґа-Фолс після 1913 року для гідроелектростанції компанії «Фолс-Ламбер» (англ. Falls Lumber Company). У 2012 році було прийнято рішення щодо демонтажу цієї дамби разом з сусідньою дамбою Шератон. Влітку 2013 року обидві дамби було демотновано.

### Дамба у Мунро-Фолс
Дамба у місті Мунро-Фолс є відносно невеликою, однак вона має великий вплив на якість води, що пов'язано з малим похилом річки у цьому районі. З цієї причини, відділення Управління з охорони довкілля США в штаті Огайо вимагало від місцевої громади пом'якшити вплив дамби на річку. У 2005 році дамбу було модифіковано, внаслідок чого рівень води впав і в одному з місць відкрилися пороги. Вподальшому дамбу було демонтовано.

### Дамба у Кенті
Координати — 41°09′12.1″ пн. ш. 81°21′36.6″ зх. д. / 41.153361° пн. ш. 81.360167° зх. д.

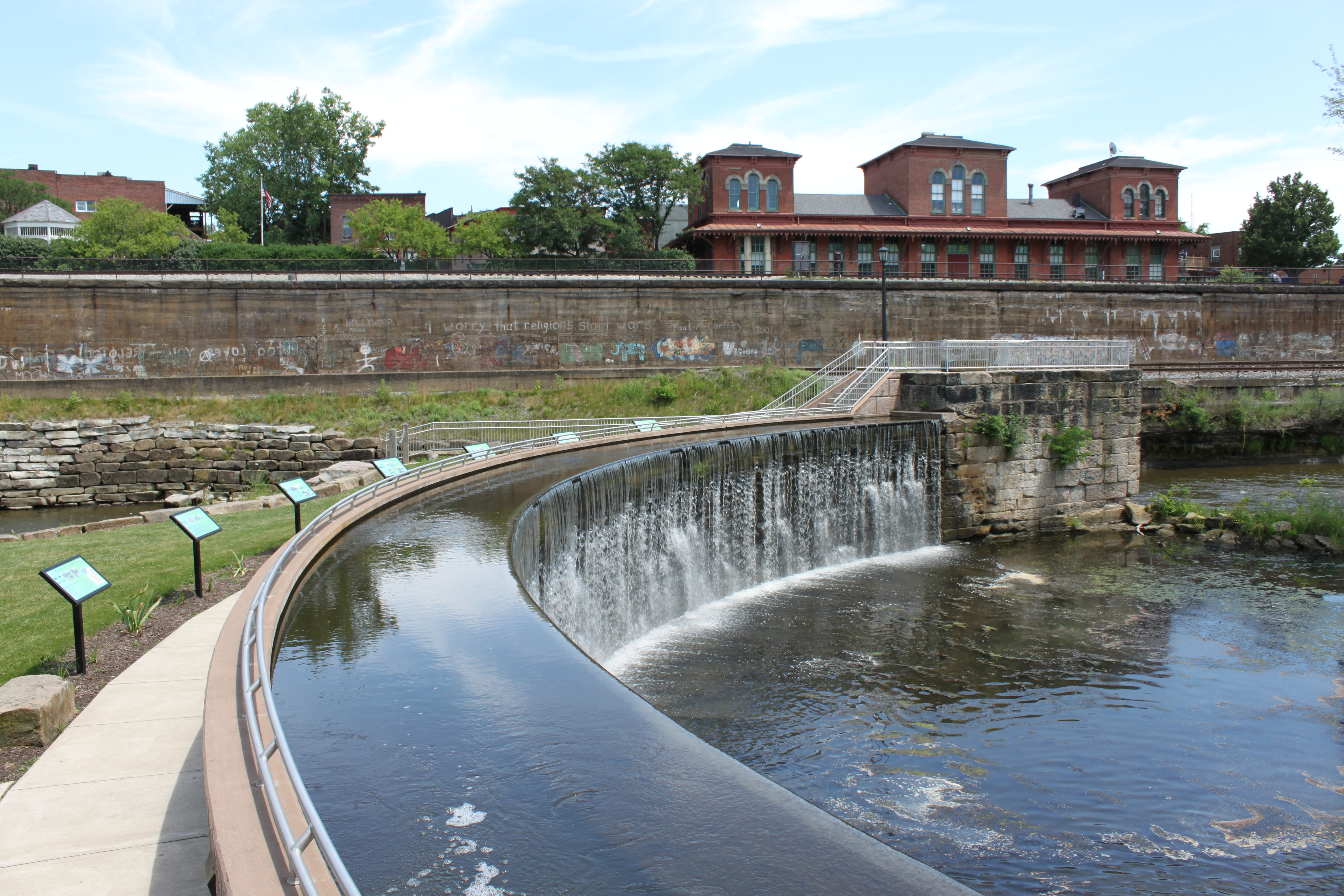
Залишки дамби у місті Кент. Вода штучно подається на гребінь дамби насосами для імітації перелівання її через дамбу, як це було до припинення використання дамби.

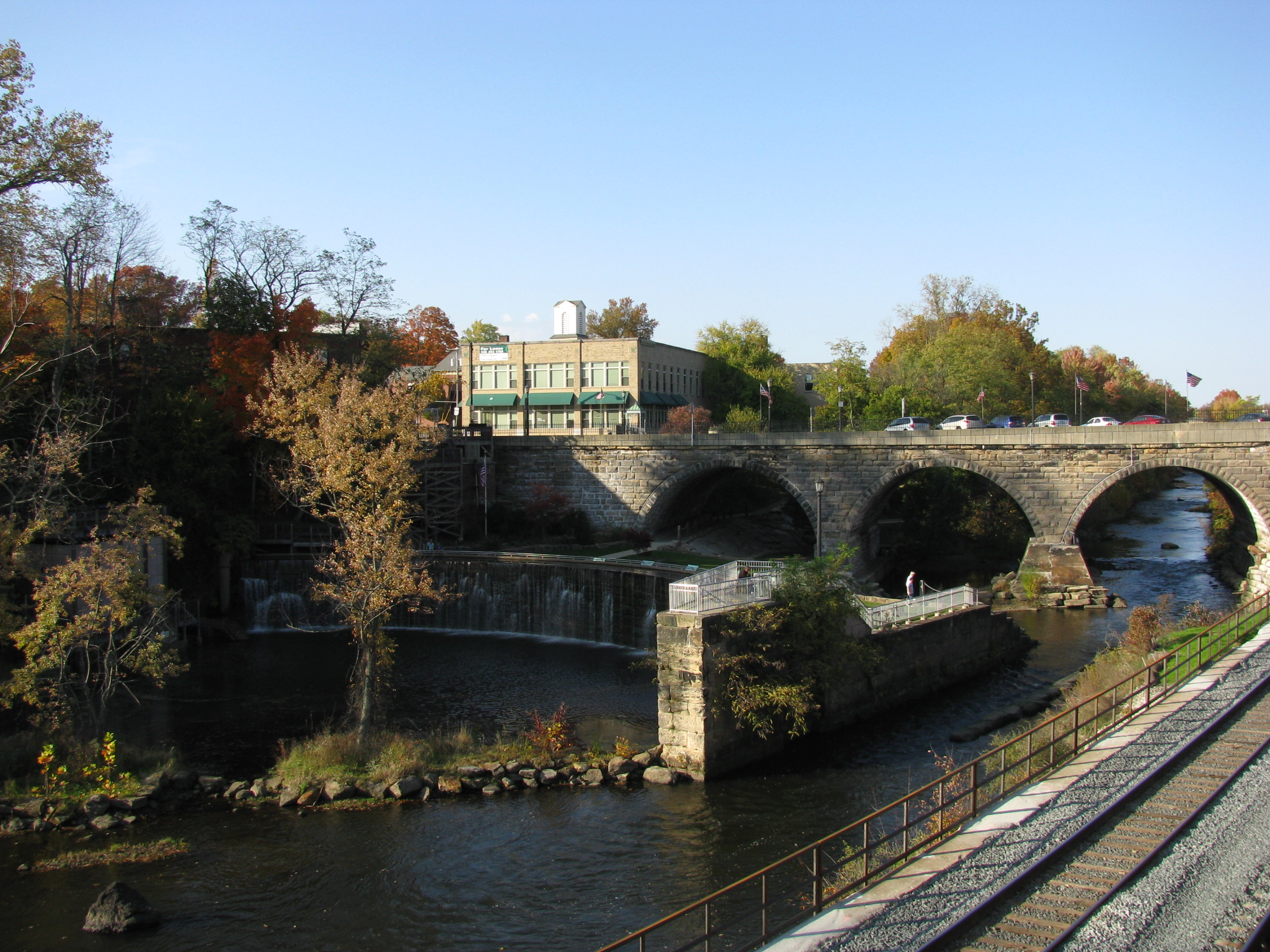
Залишки дамби у Кенті. На фото проворуч — колишній шлюз без затворів, через який вільно проходить вода.

Дамбу у місті Кент було збудовано у 1836 році. Поруч з нею було побудовано шлюз. Дамба була класифікована як «високотехнологічна структура» свого часу. Проект щодо реконструкції дамби з метою покращення якості води у середній течії річки Каягоґа вперше було запропоновано у 1998 році. Дамба на той час давно вже не виконувала тієї «первісної мети», заради якої її було збудовано, натомість вона, як стверджували екологи, створювала проблеми з якістю води, такі як застій басейну, відсутність належних водних тварин та перешкоди міграції риб. Пропозиції щодо демонтажу дамби були негативно сприйняті багатьма мешканцями міста. Кентська гребля була однією з визитівок міста Кент на той час протягом 165 років. Водоспад, що його утворювала гребля, був фоном сімейних фотографій та громадських заходів для кількох поколінь жителів Кента. У 2004 році було збудовано обхідний канал, що дозволив обійти дамбу.

### Дамба озера Роквелл
Координати — 41°11′00.2″ пн. ш. 81°19′52.5″ зх. д. / 41.183389° пн. ш. 81.331250° зх. д.
Дамбу озера Роквелл (англ. Lake Rockwell Dam) було зведено у 1912 році у тауншипі Франклін округу Портадж. Після її будівництва утворилося озеро Роквелл площею 770 акрів і об'ємом 8705500 м³ (2300000000 галонів), вода якого використовується для водопостачання.

### Дамба водосховища Іст-Бренч
Координати — 41°30′12″ пн. ш. 81°5′41″ зх. д. / 41.50333° пн. ш. 81.09472° зх. д.
Дамба водосховища Іст-Бренч (англ. East Branch Reservoir Dam) зведена у верхів'ях річки Каягоґа, на її східному рукаві (англ. East Branch Cuyahoga River).